# Brownlowia kleinhovioidea
Brownlowia kleinhovioidea là một loài thực vật có hoa thuộc họ Tiliaceae.
Loài này chỉ có ở Malaysia.